# Isabelle la Catholique
 (décembre 2017).
Pour les articles homonymes, voir Isabelle de Castille, Isabelle Ire et Isabelle d'Espagne.
Isabelle Ire la Catholique (Isabel la Católica), née le 22 avril 1451 à Madrigal de las Altas Torres et morte le 26 novembre 1504 à Medina del Campo, est reine de Castille et León de 1474 à 1504, et par son mariage avec Ferdinand d'Aragon, reine d'Aragon, de Majorque, de Valence, de Sardaigne, de Sicile (1479–1504) et de Naples (1503–1504).
Après une jeunesse difficile à la cour de son demi-frère Henri IV, elle devient reine de Castille en 1474 en évinçant la princesse Jeanne, présentée comme illégitime. Il s'ensuit une guerre de succession de 1476 à 1479, au terme de laquelle Isabelle reste reine de Castille (traité d’Alcáçovas).
Son règne est marqué par deux événements historiques majeurs : la conquête du royaume de Grenade (1482–1492), c'est-à-dire la fin de la Reconquista, commencée au IXe siècle ; la découverte en 1492, par Christophe Colomb, Génois au service de la Castille, d'îles des Caraïbes, qui vont se révéler appartenir non pas aux « Indes », comme Colomb l'espérait, mais à un nouveau monde, l'Amérique.

## Avant son avènement (1451–1474)

### Origines familiales et enfance à Madrigal
Née dans le palais de son père à Madrigal de las Altas Torres (actuelle province d'Ávila), elle est la fille du roi Jean II de Castille (1405–1454) et de sa seconde épouse, Isabelle de Portugal.
À la mort de Jean II, le trône de Castille revient au demi-frère d'Isabelle, beaucoup plus âgé, Henri IV (1425-1474), fils du roi et de Marie d'Aragon (1396-1445).
Isabelle passe ses premières années à Madrigal, avec sa mère Isabelle, atteinte de démence, et son frère Alphonse (1453–1468), puis à l'avènement d'Henri IV, à Arévalo (province d'Avila). Tous trois vivent dans des conditions difficiles au château d'Arévalo en raison de la faiblesse des moyens qui leur sont alloués par le roi Henri IV et de l'état de santé d'Isabelle de Portugal. Isabelle est une enfant triste, sérieuse et calme.

### Formation à la cour d'Henri IV (1461–1474)
En 1461, elle et son frère sont séparés de leur mère et installés à la cour, qui réside souvent dans l'alcazar de Ségovie, lieu où siégent les Cortes. Isabelle se retrouve sous la tutelle de la reine Jeanne du Portugal. Elle reçoit d'abord une formation religieuse.
Puis, avec des précepteurs, elle étudie la rhétorique, la poésie, la peinture, l'histoire. Elle découvre la philosophie d'Aristote et de Saint Thomas d'Aquin. Elle a hérité de ses parents le goût des ballades populaires qui parlent souvent de ses ancêtres[réf. nécessaire]. Elle aime aussi les livres de chevalerie. Malgré les dispositions testamentaires favorables de son père (Jean II), Henri IV les néglige à plusieurs reprises.
Isabelle trouve dans la lecture des Évangiles la force de faire face à ces épreuves. Son amitié avec Béatrice de Silva Meneses l'aide également beaucoup. Isabelle l'aidera plus tard à fonder l'ordre de l'Immaculée Conception en lui faisant don du palais de Galiena à Tolède. À cette époque de sa vie, des personnes comme Gutierre de Cárdenas (es), sa femme Teresa Enríquez (es) et Gonzalo Chacón (es) jouent un rôle également important dans l'entourage d'Isabelle.

### Héritière présomptive (1468)
Alphonse meurt à Cardeñosa le 5 juillet 1468, dans des conditions peu claires (peste ? empoisonnement ?).
Henri IV n'a pour enfant que sa fille Jeanne de Castille (1462-1530). Mais celle-ci est soupçonnée d'illégitimité : elle serait la fille de la volage reine Jeanne et d'un noble castillan, Beltrán de la Cueva. Ses adversaires lui donnent le surnom de Juana la Beltraneja (littéralement : « la Jeanne de Beltrán »).
Si Jeanne était officiellement reconnue comme illégitime, Isabelle deviendrait héritière présomptive du royaume de Castille. Dès le 19 septembre 1468, Isabelle s'attribue arbitrairement le titre de princesse des Asturies, que sa nièce Jeanne porte déjà.

### Les longues fiançailles avec Ferdinand (1453-1469)

#### Les fiançailles de 1454

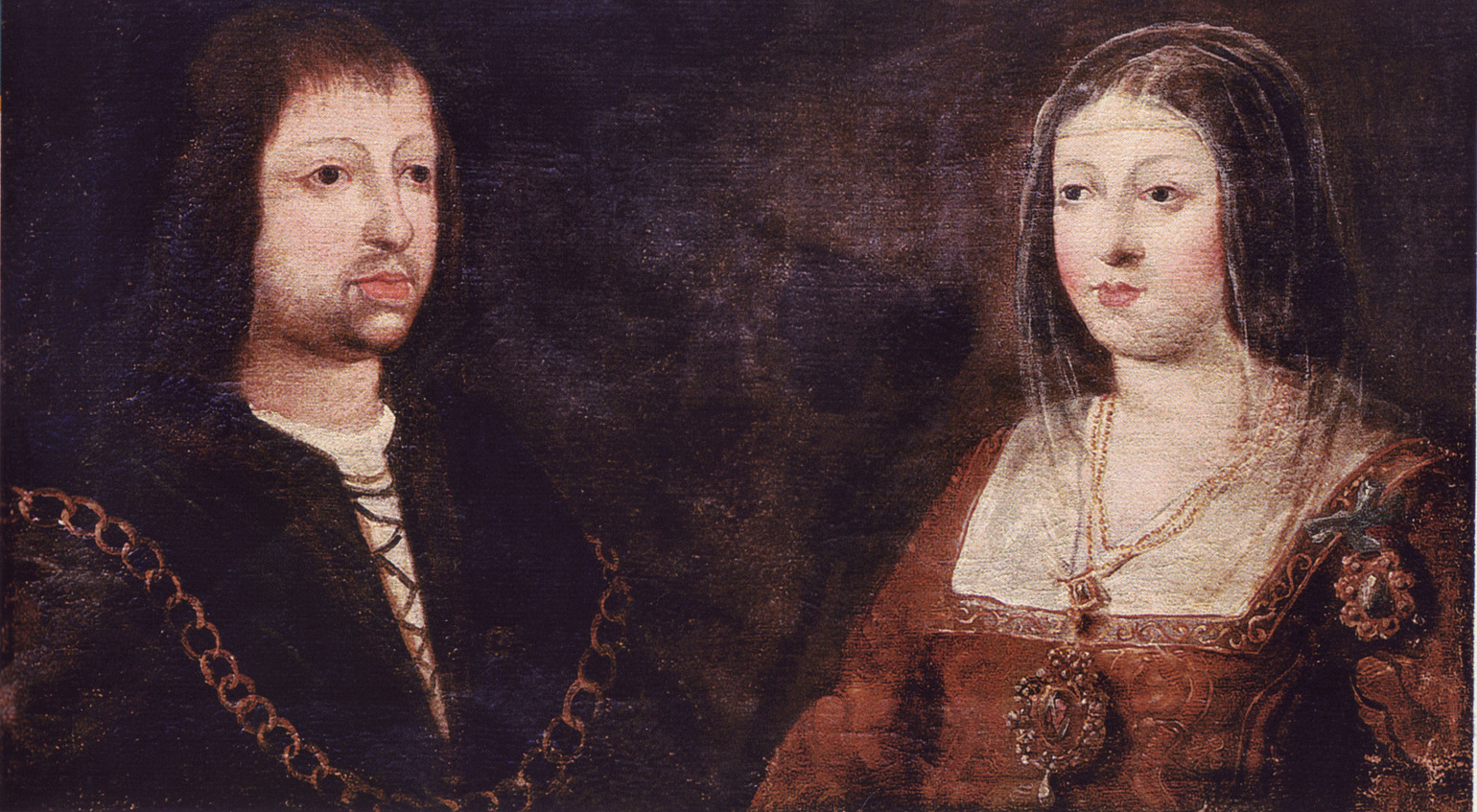
Ferdinand et Isabelle.

À l'âge de trois ans (1454), Isabelle est fiancée à Ferdinand d'Aragon (1452-1516), fils de l'infant Jean d'Aragon (1398-1479), héritier présomptif du royaume.
Isabelle et Ferdinand sont cousins issus de germains, étant tous deux arrière-petits-enfants du roi de Castille Jean Ier (1358-1390), grand-père de Jean II d'Aragon et de Jean II de Castille.
Jean II de Castille meurt le 22 juillet 1454, laissant le trône à son fils aîné Henri, qui a cette date n'a pas d'enfant (sa fille, Jeanne, naîtra en 1462). L'héritier présomptif est donc Alphonse (1453-1468), son frère cadet, qui a priorité sur sa sœur Isabelle, bien que né après elle (les fils du roi ayant priorité sur ses filles, quel que soient leurs âges respectifs).
Au moment de ces fiançailles, le roi d'Aragon est Alphonse V (1396-1458), roi depuis 1416. Comme, en 1454, il n'a pas de fils légitime, sa succession revient en principe à l'infant Jean, son frère cadet, père de Ferdinand, qui devient effectivement le roi Jean II d'Aragon en 1458.
Dès lors, l'héritier présomptif du royaume d'Aragon est son fils aîné, Charles de Viane (1421-1461), qui est déjà roi de Navarre, sa mère la reine Blanche de Navarre étant morte en 1441, mais seulement en titre, car de fait son père l'a écarté du pouvoir en Navarre de sorte que Charles est entré en rébellion contre lui.

#### Opposition de Henri IV à son mariage avec Ferdinand
Devenu roi (22 juillet 1454), Henri IV décide de rompre cet accord pour fiancer sa demi-sœur à Charles de Viane. Mais cela n'aboutit pas à un mariage en raison de l'opposition de Jean II d'Aragon, en conflit avec son fils aîné.
Après la mort de Charles de Viane (1461), Henri IV tente de marier Isabelle avec le roi Alphonse V de Portugal (1432-1481), mais cela ne donne rien non plus (en 1475, Alphonse V de Portugal épousera la fille de Henri IV Jeanne de Castille).
En 1466, Henri IV propose la main d'Isabelle à Pedro Girón Acuña Pacheco (en) (1423-1466), maître de l'ordre de Calatrava, son favori jusqu'en 1461, puis passé du côté de l'opposition nobiliaire. Pedro accepte, mais tombe malade et meurt au cours de son voyage vers Madrid, à la tête de 3 000 hommes, pour négocier les termes du contrat de mariage. L'opposition nobiliaire subit un échec majeur en 1467, lorsqu'elle est vaincue lors de la deuxième bataille d'Olmedo.
Durant ces années, Jean II d'Aragon maintient les contacts avec l'entourage d'Isabelle en vue d'un mariage avec Ferdinand. La mort de l'infant Alphonse en 1468 fait d'Isabelle l'héritière en second du royaume de Castille, après Jeanne, ou en premier, si on croit que Jeanne est illégitime.
- Traité des Taureaux de Guisando (1468) : Henri IV désigne Isabelle comme héritière présomptive, mais elle n'a pas le droit de se marier sans son accord.

#### Le problème de la dispense pontificale
Cependant, il existe un autre obstacle à leur mariage, d'ordre juridico-religieux. Leurs grands-pères respectifs Ferdinand Ier d'Aragon et Henri III de Castille étant frères, Ferdinand et Isabelle sont cousins assez proches et une dispense papale est nécessaire. Le pape Paul II (1417-1471, en fonction en 1464) refuse cette dispense aux ambassadeurs du roi d'Aragon, afin de ne pas se mettre en conflit avec les rois de Castille, de Portugal, et de France[pas clair].

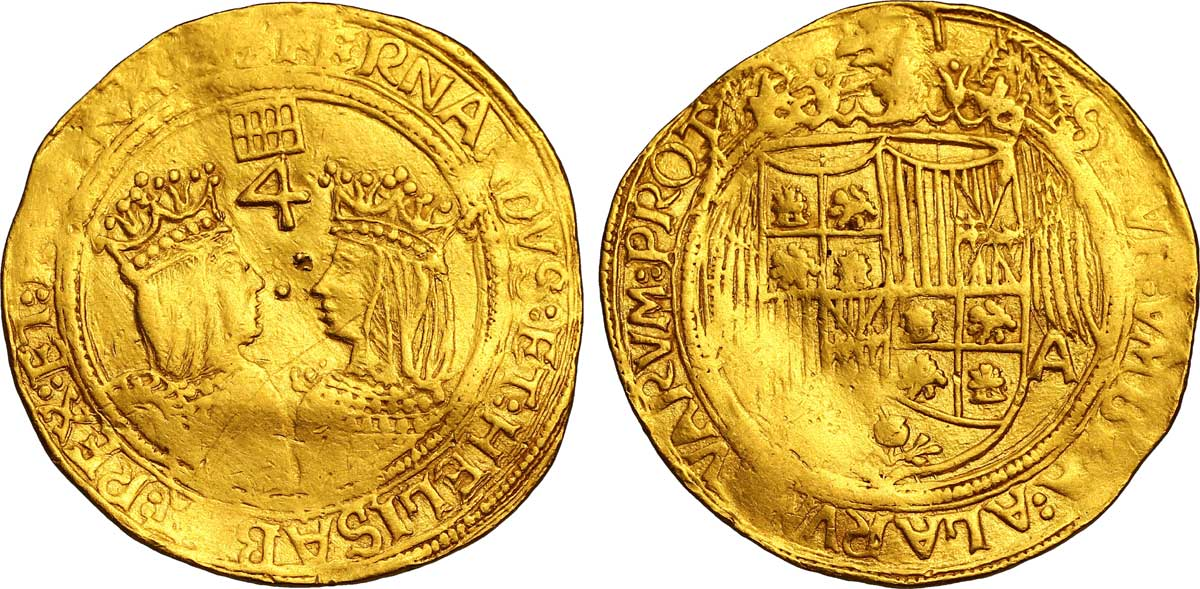
Quadruple en or à l'effigie d'Isabelle et Ferdinand.

#### Le mariage
Malgré tout cela, le mariage a lieu à Valladolid le 14 octobre 1469, sans l'accord d'Henri IV et sans dispense du pape.

#### Conséquences
La principale conséquence est le ralliement de la plus grande partie de l'opposition nobiliaire au roi Henri IV et son allégeance à Jeanne, ne voulant pas que l'épouse du futur roi d'Aragon devienne reine de Castille.
Après diverses péripéties, Ferdinand finira par se réconcilier avec Henri IV en décembre 1473.
Mais au moment de la mort de Henri, le parti anti-aragonais s'oppose catégoriquement, avec le soutien de la cour du Portugal, à l'avènement d'Isabelle, soutenue par la cour d'Aragon. La Castille va entrer dans une guerre de succession de cinq ans.

### Relations personnelles entre Isabelle et Ferdinand

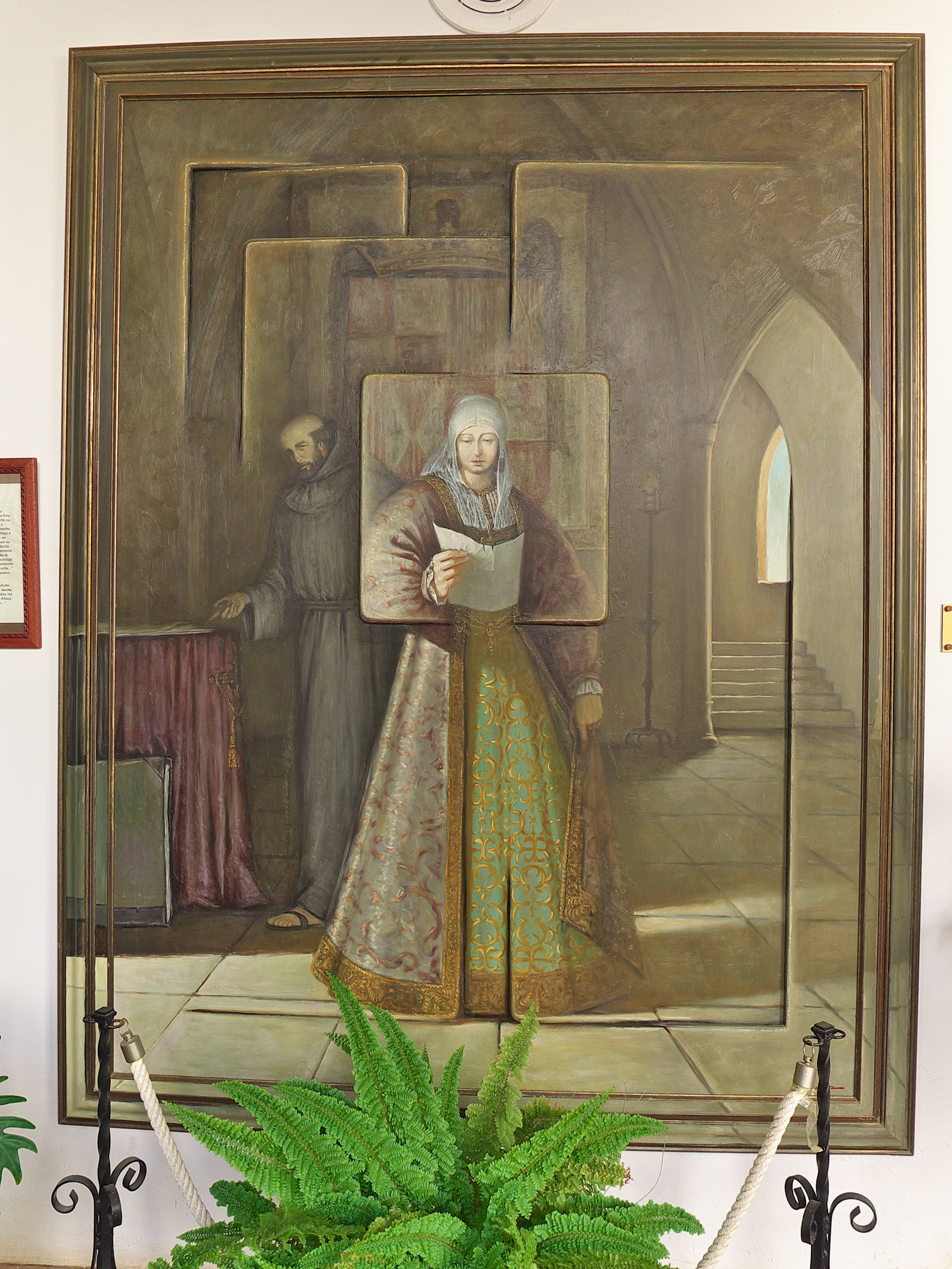
Isabelle la Catholique et Juan Perez.

Au début, pour Isabelle et Ferdinand, ce mariage est fondé sur des motifs politiques. Mais le couple s'avère finalement uni. Les contemporains sont étonnés de voir les deux souverains partager la table et la chambre. Lorsque Ferdinand part en campagne et qu'Isabelle ne peut pas l'accompagner (notamment en raison de ses grossesses), il lui écrit pour lui demander de ses nouvelles et lui donner des siennes.
Il écrit après la mort de sa femme, dans une lettre du 26 novembre à la ville de Madrid, annonçant la mort d'Isabelle : « Su muerte es para mí el mayor trabajo que en esta vida me podía venir… » (« Sa mort est pour moi la plus grande source de souffrance qui pouvait m'arriver dans la vie… »).
Pour autant, Ferdinand n'a pas toujours été fidèle et a même eu des enfants naturels. Isabelle ferme les yeux, en femme politique.

## Le règne d'Isabelle (1474-1504)

### L'avènement: l'éviction de Jeanne

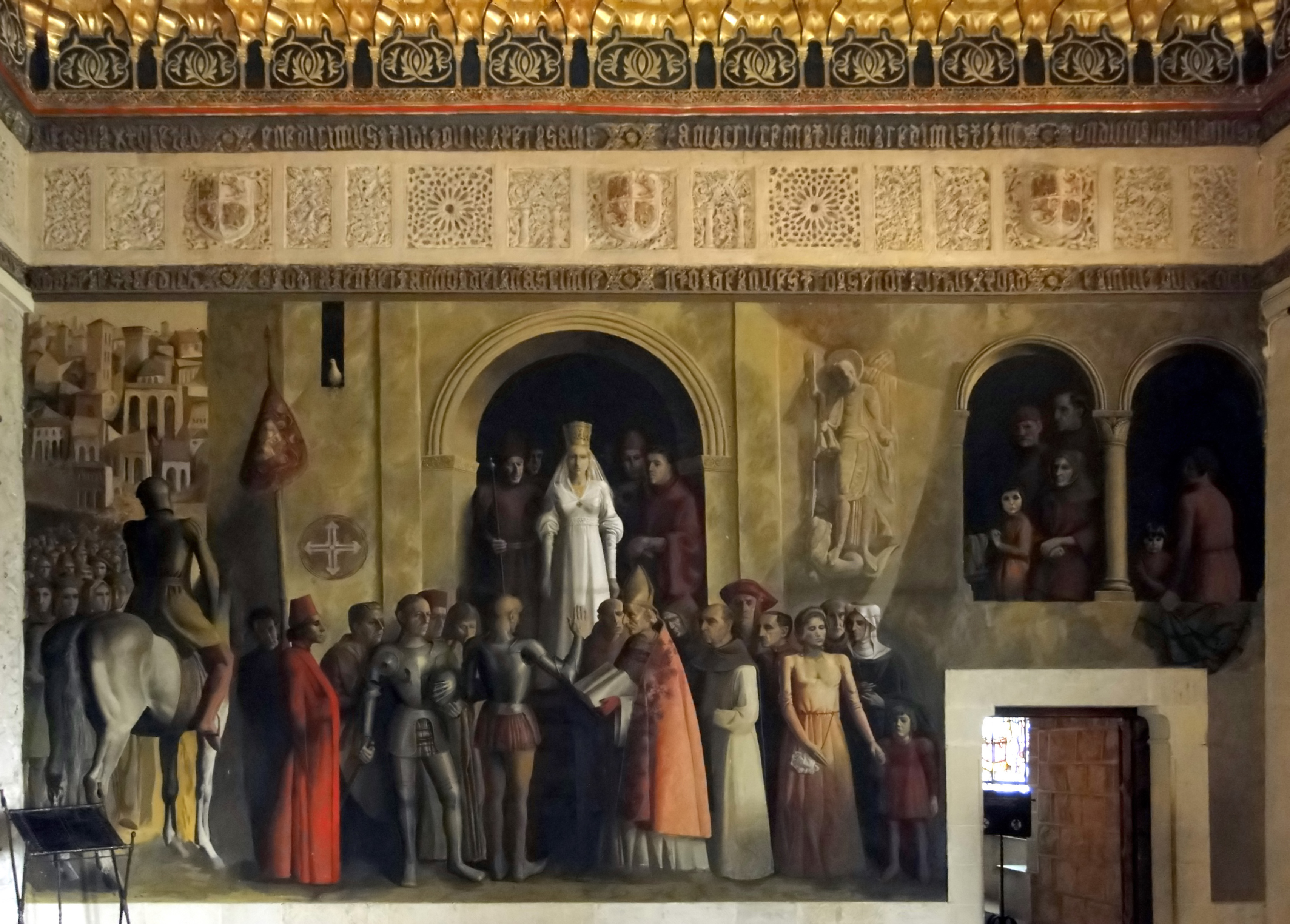
Représentation moderne du couronnement d'Isabelle Ire de Castille.

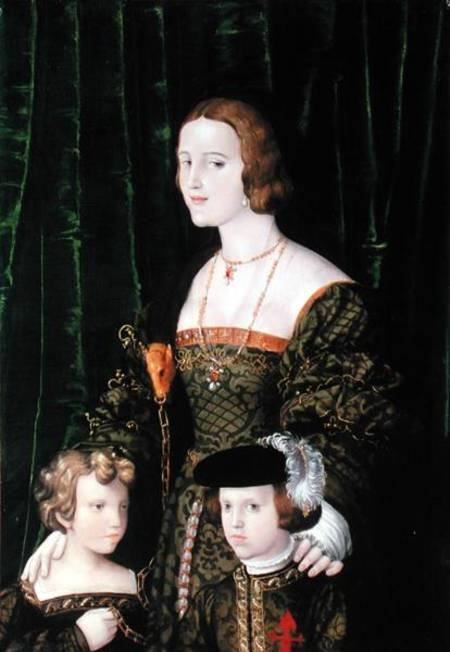
Jeanne de Castille et ses enfants, Nicolaus Alexander Mair von Landshut.

À la mort d'Henri IV, qui ne laisse aucun testament, usurpant la place de sa nièce Jeanne de Castille, Isabelle se proclame reine de Castille et León à Ségovie le 13 décembre 1474, fondant sa légitimité sur le traité des Taureaux de Guisando. Elle se fait couronner à Ségovie.
Pour faire valoir les droits de son épouse Jeanne sur la Castille, Alphonse V de Portugal prend la tête d'une coalition, avec pour allié le roi de France, Louis XI. L'affrontement a lieu à la bataille de Toro, en 1476, mais la situation tourne au profit des rois catholiques avec la reconnaissance d'Isabelle la Catholique par les Cortes de Castille.
Quand en 1479, les troupes portugaises quittent la Castille, Jeanne de Castille, La Beltraneja, renonce à ses droits et s'enferme dans un couvent pour y finir ses jours.

### Relations statutaires entre Isabelle de Castille et Ferdinand d'Aragon

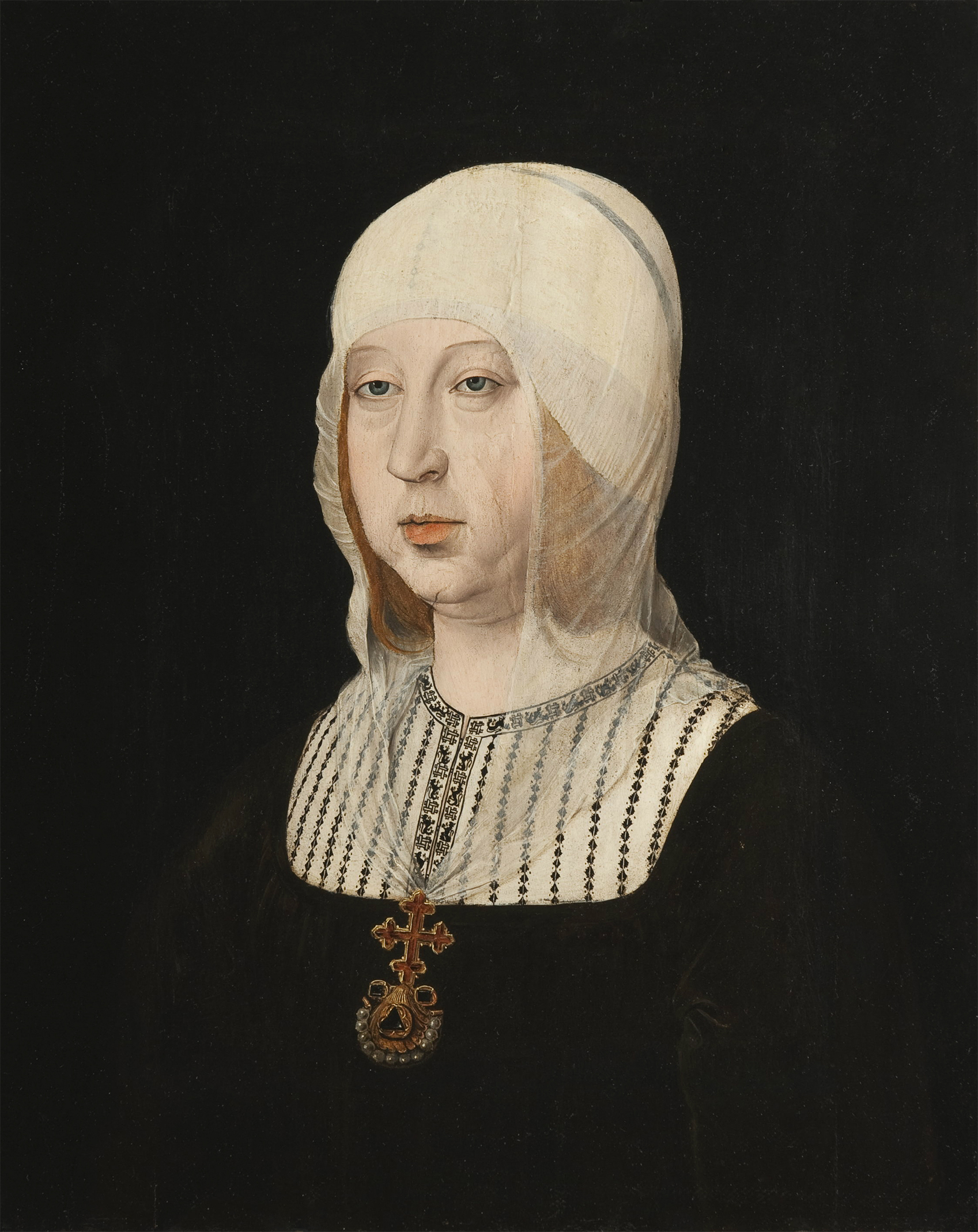
Isabel la Católica, J. de Flandes (v. 1500) Palacio Rea de Aranjuezl.

La concorde de Ségovie en 1475 précise les droits respectifs des époux.
Bien que devenu roi de Castille en titre en même temps que son épouse en devenait reine, Ferdinand II ne dispose, du vivant de celle-ci, d'aucune autorité sur son domaine personnel. Il faut attendre la mort d'Isabelle en 1504, suivie en 1506 de celle de son gendre Philippe le Beau et de la prétendue maladie mentale de leur fille et héritière Jeanne Ire de Castille (qui a ouvertement défié sa mère à Medina del Campo), pour que le roi d'Aragon assure la régence au nom de son petit-fils Charles Quint qu'il parvient à faire reconnaître comme roi de Castille en parallèle avec Jeanne Ire qui conserve le titre jusqu'à sa mort en 1555.
Devenu à son tour en 1479 souverain des différents territoires de la couronne d'Aragon, Ferdinand II forme alors avec sa femme un exemple unique de double monarchie, de 1479 à 1504, où chaque souverain garde la pleine autonomie de ses territoires propres tout en préparant activement l'unification formelle de l'Espagne au siècle suivant.

### La guerre de Succession de Castille (1476-1479)

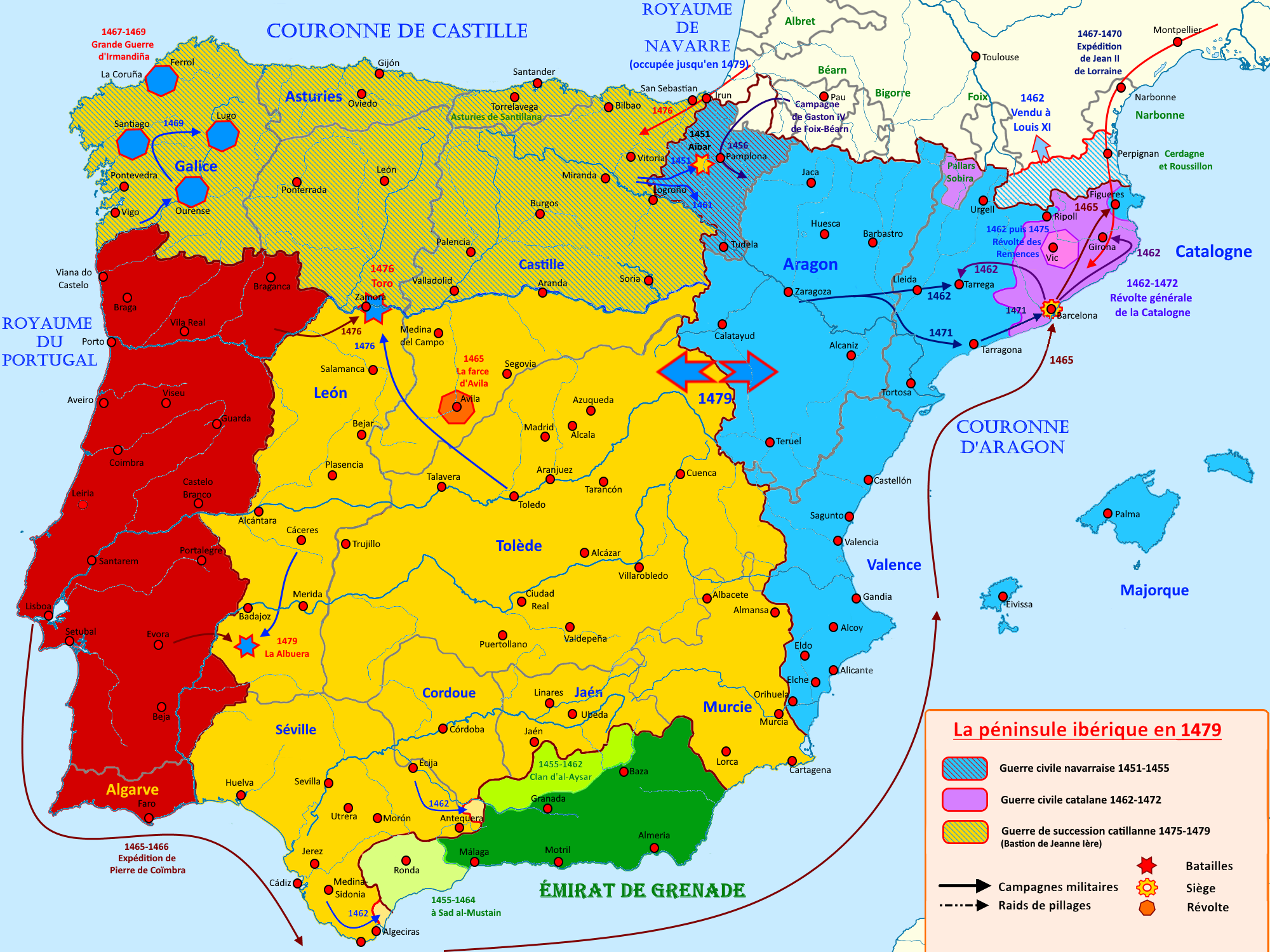
La guerre de succession de Castille de 1476 à 1479.

La guerre entre Castille et Aragon d'une part (Isabelle) et le Portugal (Jeanne, mariée en 1475 au roi Alphonse V de Portugal) se termine par le traité d’Alcáçovas de 1479.
En ce qui concerne la succession d'Henri IV, Isabelle l'emporte, mais la Castille fait des concessions au Portugal en ce qui concerne les expéditions outre-mer.

### La guerre de Grenade et la fin de la Reconquista (1482-1492)

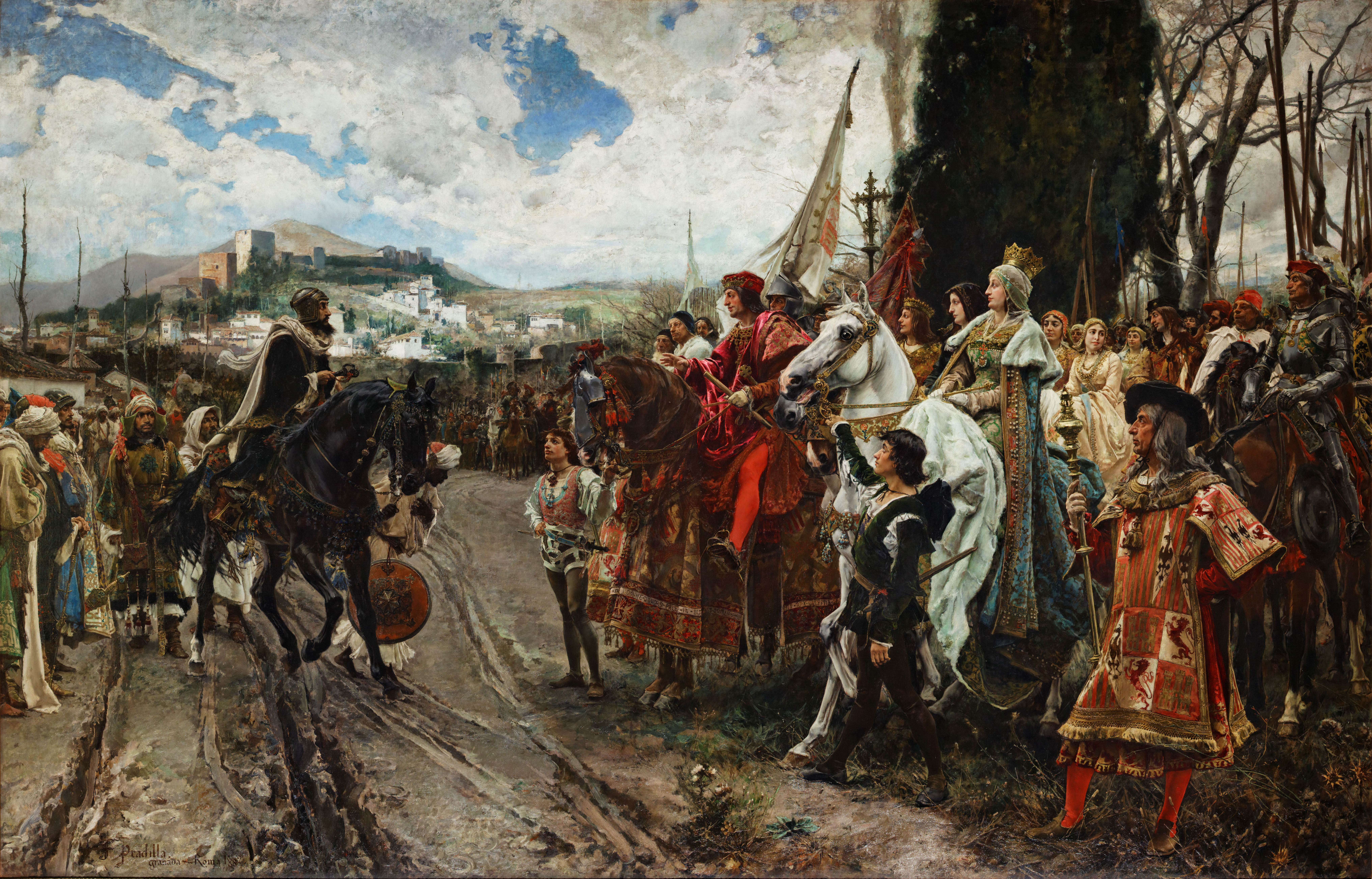
La Reconquista menée par Isabelle et Ferdinand chassa les musulmans de la péninsule et permit de préparer l'unification de l'Espagne.

Depuis la conquête musulmane de 711 par Tariq ibn Ziyad, les rois d'Espagne et du Portugal essayeront de récupérer toute la péninsule ibérique. C'est pendant le règne de Ferdinand III que la reconquête est presque achevée, sauf Grenade parce que l'émir signa une trêve et paya une énorme somme d'argent.
Mais Isabelle veut régner sur un royaume basé sur la foi chrétienne. Les deux souverains décident d'entreprendre une croisade contre les musulmans et de prendre Grenade. Avec 50 000 hommes, ils encerclent Grenade. Après six mois de siège, ils achèvent la Reconquista en 1492 par l'annexion du royaume de Grenade, qui est remis par le roi Boabdil, dernier vestige de huit siècles d’occupation musulmane de l’Espagne. L'historien Joseph Pérez précise : « L’entrée des Rois catholiques à Grenade, le 2 janvier 1492, a eu un retentissement considérable dans toute la chrétienté : les cloches ont sonné à Londres, à Paris, en Italie… ; à Rome, les réjouissances se sont prolongées pendant plusieurs mois ; partout, on a célébré l’événement comme une victoire de la Croix sur le Croissant, comme une sorte de revanche sur la prise de Constantinople par les Turcs, en 1453 ».

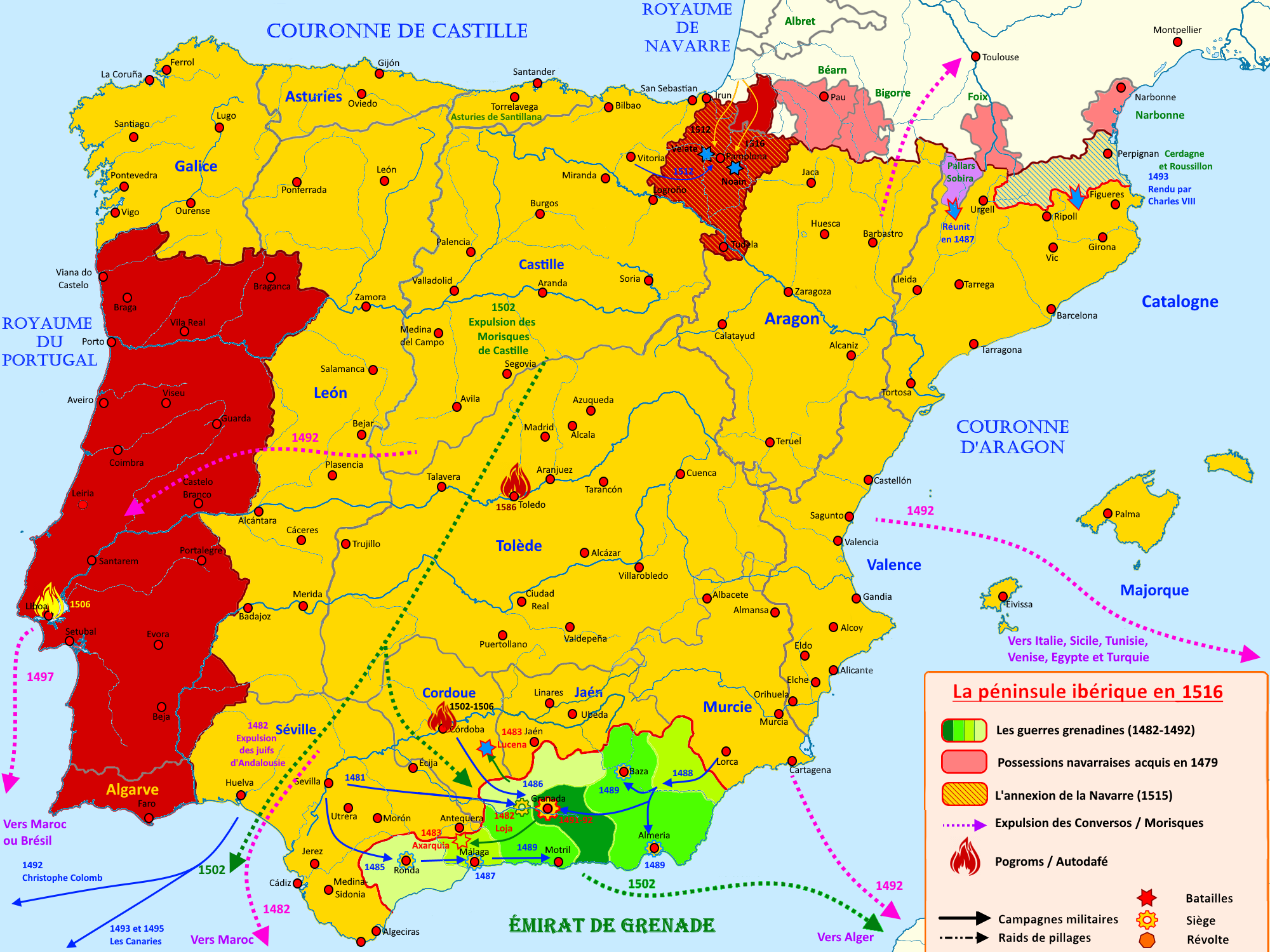
L'union vers la Couronne d'Espagne (1479-1516).

Ce succès dans la reconquête de terres autrefois chrétiennes vaut à Isabelle et Ferdinand d'être qualifiés de « Rois catholiques » par le pape Alexandre VI Borgia en 1494,. Le titre de Reyes Católicos sera désormais pratiquement porté par tous les rois d'Espagne. Ce même pape lui accorde la distinction honorifique de la Rose d'or du christianisme en 1500.

### La légende noire des Rois catholiques

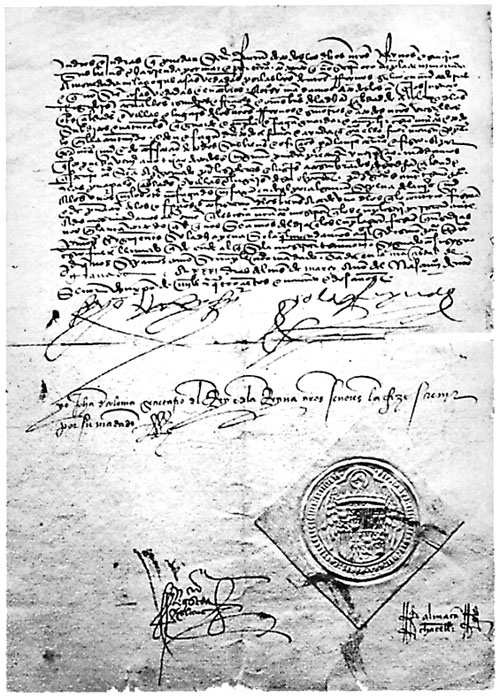
Fac-similé du décret de l’Alhambra : … Nous avons décidé d'ordonner à tous les juifs, hommes et femmes, de quitter nos royaumes et de ne jamais y retourner… à la date du 31 juillet 1492 et ne plus rentrer sous peine de mort et de confiscation de leurs biens…. Il est également interdit à tout non-juif de leur prêter assistance ou de les héberger, sous peine de sanctions (31 mars 1492).

Parallèlement, influencés par le grand inquisiteur Torquemada, Isabelle et Ferdinand organisent un « instrument de terreur », l'Inquisition espagnole et son cortège d'auto da fé, dès 1480, et perdurant pendant des siècles. En 1492 — dite année cruciale (« Año crucial ») —, par le décret de l'Alhambra, ils chassent les Juifs d'Espagne, soit quelque cinquante mille à cent cinquante mille personnes installées en Espagne depuis des siècles (qui trouvent notamment refuge au royaume du Portugal, lequel les en chassera aussi en 1497 - dans le Sud-Ouest de la France, à Amsterdam, en Italie, au Maghreb et dans l'Empire ottoman grâce à l'autorisation du sultan Bayezid II), et ils réduisent l'influence des grands féodaux. À travers la constitution de foyers séfarades, les Juifs espagnols conserveront longtemps (certains jusqu'à nos jours) leur langue, le judéo-espagnol du castillan ancien, et le souvenir de leur pays natal.
Les rois catholiques expulsent ensuite les musulmans en 1502 (aussi en 1525 et en 1609) et persécutent les protestants, les convertis crypto-juifs (marranes : « porcs ») et crypto-musulmans (morisques) restés au royaume ou réfugiés dans d'autres pays où l'épée de l'Inquisition les pourchasse là encore,.
L'Inquisition espagnole concerne tous les royaumes sous juridiction des Rois catholiques, y compris donc les territoires américains, et tient des milliers de procès. L'Inquisition n'est abolie qu'en 1834,,.

### Christophe Colomb et la découverte de l'Amérique
Après avoir en vain proposé son projet (atteindre les Indes en naviguant vers l'ouest, à travers l'océan Atlantique) au roi de Portugal (1484), Christophe Colomb obtient l'accord des Rois catholiques en avril 1492 (capitulations de Santa Fe),, quelques mois après la chute de Grenade.
En octobre 1492, le navigateur atteint des îles, notamment Hispaniola (Saint-Domingue), qui appartiennent en fait à l'archipel des Caraïbes, c'est-à-dire à un « nouveau monde » (1503), qui recevra en 1507 le nom d'« America », mais sera aussi couramment appelé « Indes occidentales ».
C'est le début d'une extension considérable des territoires relevant de la couronne de Castille.

### Fin de vie

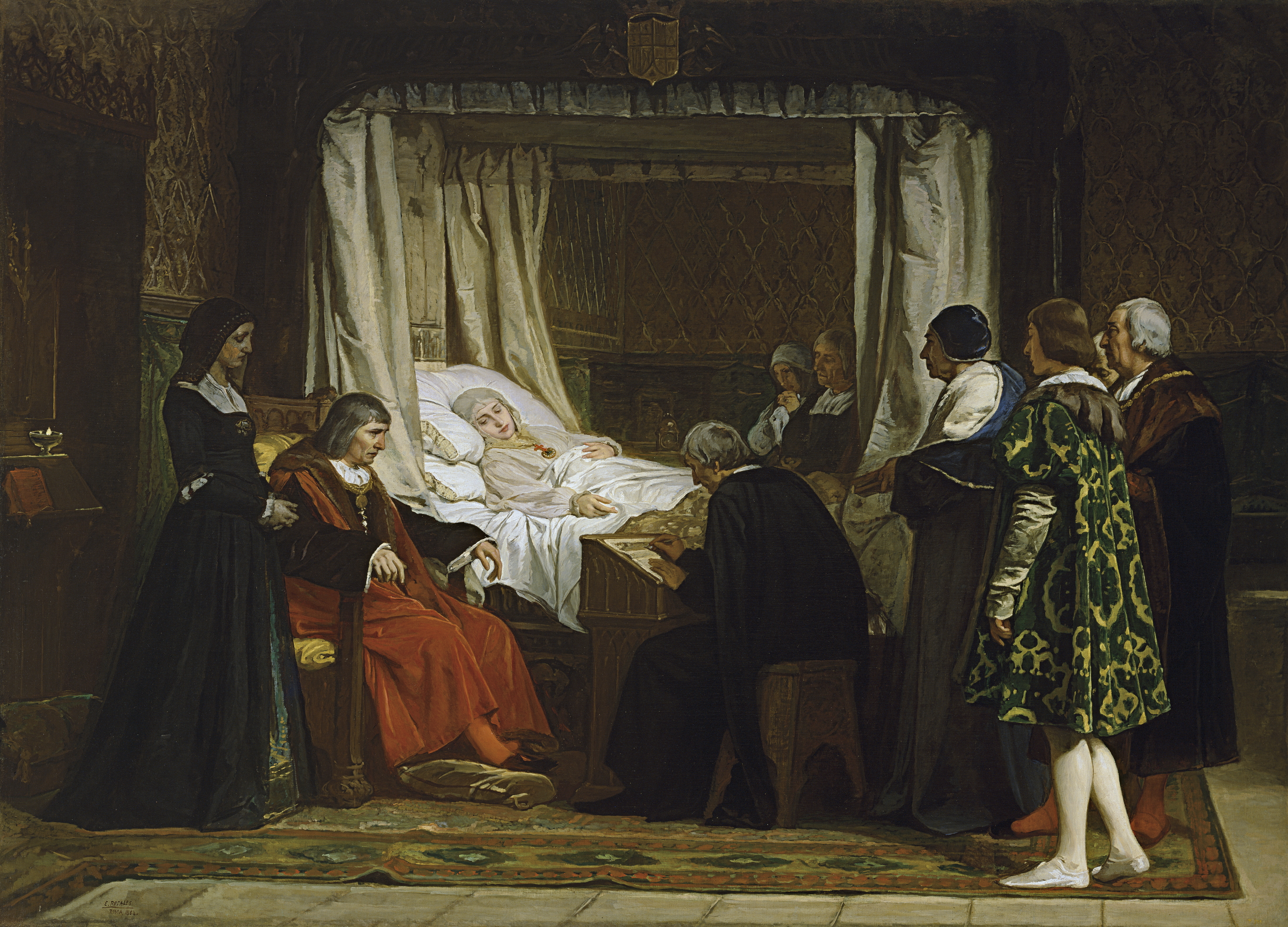
Isabelle la Catholique dictant son testament (Doña Isabel la Católica dictando su testamento), Eduardo Rosales, 1864, musée du Prado.

À la fin de ses jours, les malheurs familiaux la rattrapent et la plongent dans une profonde dépression qui lui fait porter un deuil rigoureux pour le reste de sa vie.
Recluse à Medina del Campo, souffrant d'une fièvre suivie d'une hydropisie de poitrine selon la déclaration de Pedro Mártir d'Anghiera en tant que témoin, et sentant sa fin approcher, elle reçoit les derniers sacrements et meurt le 26 novembre 1504 d'un cancer de l'utérus. Son mari est par la suite proclamé roi de Castille sous le nom de Ferdinand II d'Aragon et V de Castille.
Tout d'abord inhumée chez les Franciscains dans le couvent Saint François de l'Alhambra, le 18 décembre 1504, dans une sépulture très simple selon sa volonté, elle repose actuellement dans la chapelle royale de Grenade, dans une fastueuse sépulture construite sur ordre de son petit-fils Charles Quint, avec son mari Ferdinand le Catholique, sa fille Jeanne Ire et le mari de cette dernière Philippe le Beau. Sa tombe est profanée en 1808 lors de l'invasion française.
Sa couronne et son sceptre sont exposés au musée de la chapelle royale de Grenade.

### Testament et succession
Le testament original de la reine est conservé au Monastère royal de Santa María de Guadalupe. Une copie a été envoyée au monastère de Sainte-Isabelle de la Alhambra à Grenade. Une autre, à la cathédrale de Tolède, conservée depuis 1575 aux Archives générales de Simancas.

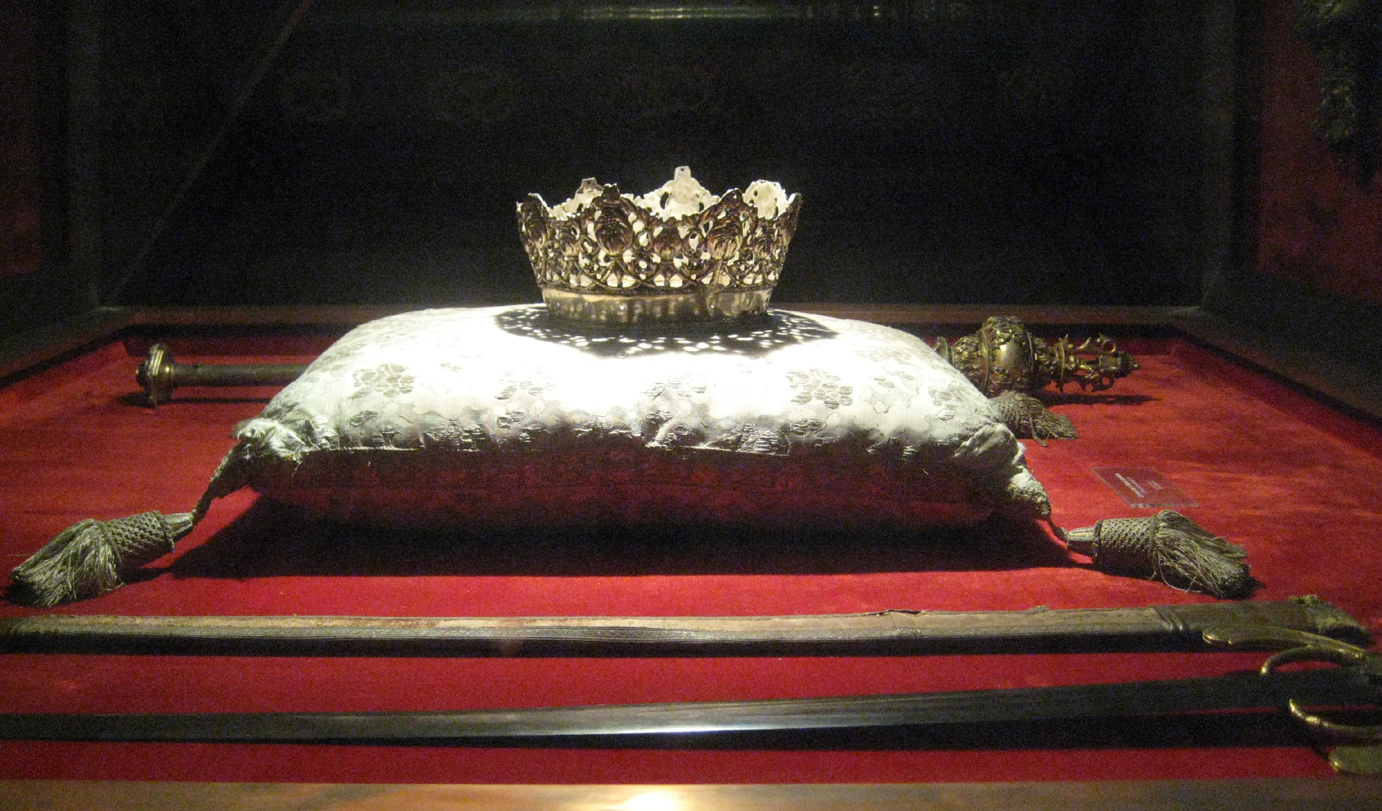
La couronne et le sceptre d'Isabelle.

Dans son testament, elle préconisait à ses successeurs de conquérir puis de convertir au christianisme le nord de l'Afrique, mais la découverte de l'Amérique éloigna les rois de Castille de cet objectif pour se concentrer sur les richesses offertes par le Nouveau Monde.
Son engagement pour la défense et l'égalité entre ses sujets américains et européens lui valut le titre de précurseur des Droits de l'Homme pour de nombreux historiens et ce malgré des actions controversées comme la conversion forcée des musulmans et des Juifs du royaume sous peine d'expulsion.
À sa mort en 1504, sa fille Jeanne lui succède, mais pour peu de temps. Cette dernière est déclarée incapable de régner à cause de sa « folie » (mais reste la souveraine de Castille jusqu'à sa mort) et le pouvoir est exercé d'abord par son mari Philippe le Beau, mais celui-ci décède en 1506. Invité par le cardinal Cisneros à revenir en Castille, Ferdinand II d'Aragon le Catholique prend à son tour la régence jusqu'en 1516 (année de sa mort), non sans se remarier avec la nièce du roi de France, afin d'en avoir un héritier direct qui vivra peu de temps,.
Sur la tombe d'Isabelle et Ferdinand, est gravé en latin : « Ferdinand d'Aragon et Isabelle de Castille, époux légitimes, surnommés Les Catholiques, après avoir chassé les Musulmans et extirpé l'hérésie, sont enfermés dans ce tombeau ».
Et, en 1517, l'empereur Maximilien déclare Charles Quint, fils de « Jeanne la Folle », roi de Castille et d'Aragon.

## Descendance
De son union avec Ferdinand, Isabelle eut six enfants :
- Isabelle d'Aragon (1470-1498), épouse d'Alphonse, infant de Portugal, puis du roi de Portugal Manuel Ier, son cousin ;
- Jean (1478-1497), prince des Asturies, épouse Marguerite d'Autriche mais meurt quelques mois plus tard ;
- Jeanne Ire de Castille (1479-1555), dite Jeanne la Folle, héritière des royaumes de Castille, puis d'Aragon, et mère de Charles Quint ;
- Marie d'Aragon (1482-1517), seconde épouse, après sa sœur Isabelle, du roi de Portugal Manuel Ier ;
- Catherine d'Aragon (1485-1536), épouse de Arthur Tudor, héritier de la couronne d'Angleterre, puis de son frère, futur Henri VIII et mère de Marie Ire d'Angleterre ;
- Pierre d'Embasaguas (1488-1490), l'« Infant », mort peu de temps après sa naissance.

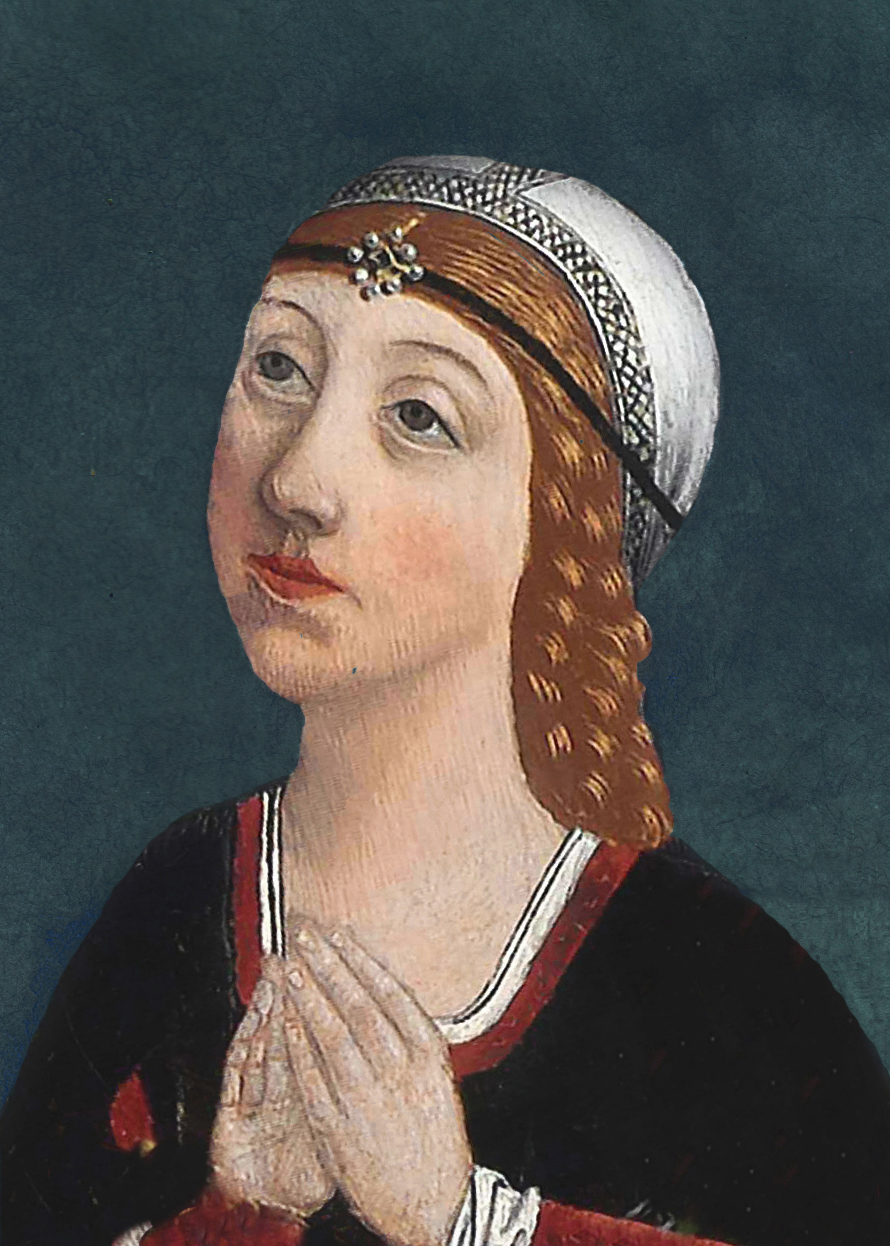
Isabelle d'Aragon, reine consort de Portugal.
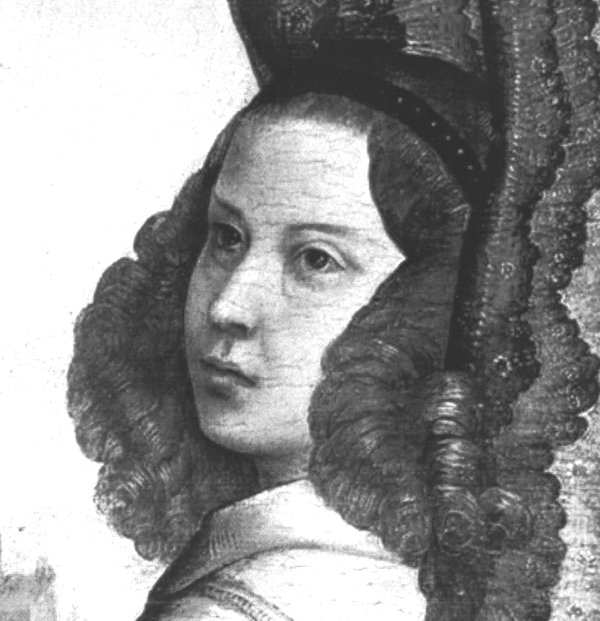
Jean d'Aragon.
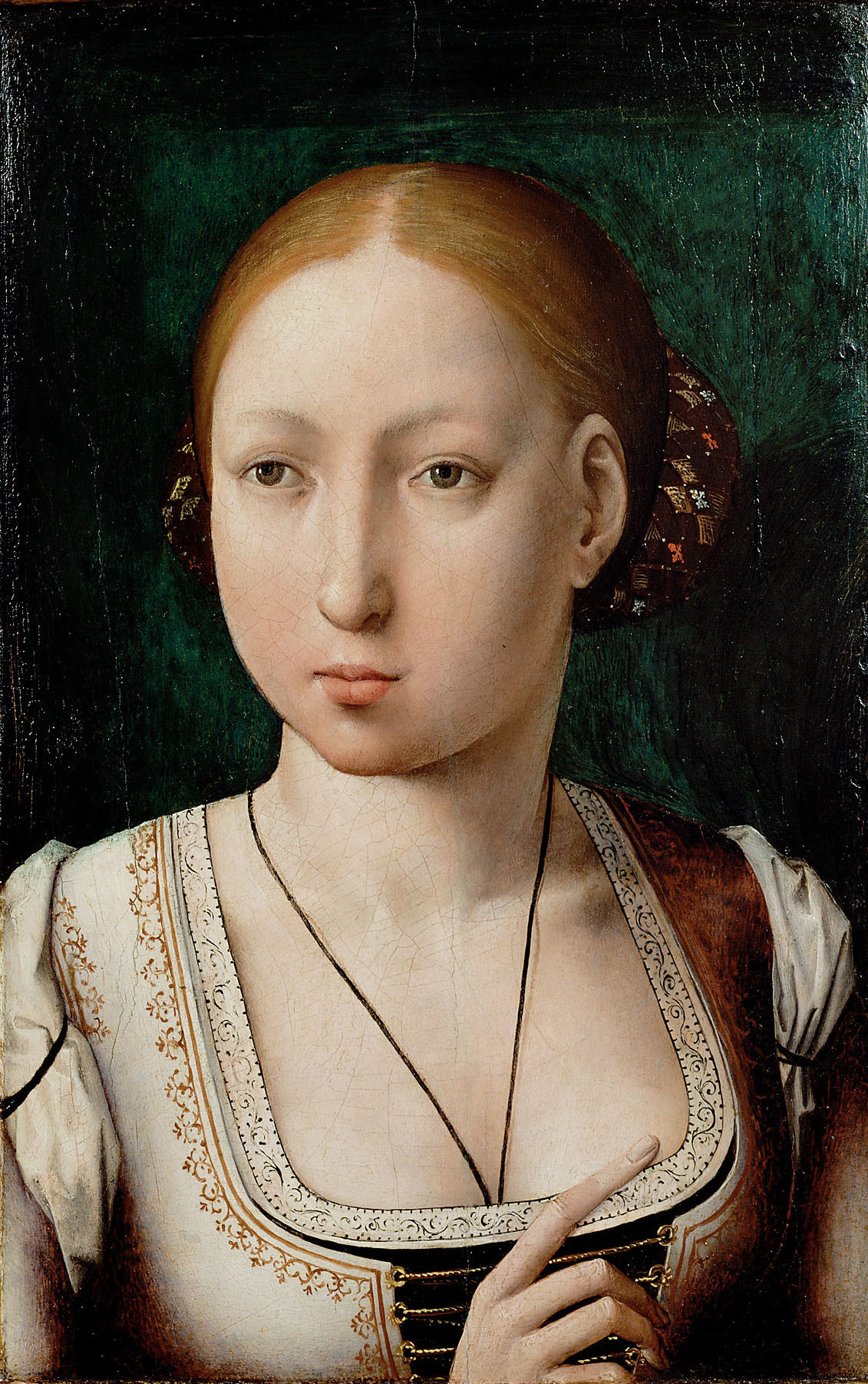
Jeanne Ire de Castille dite Jeanne la folle.
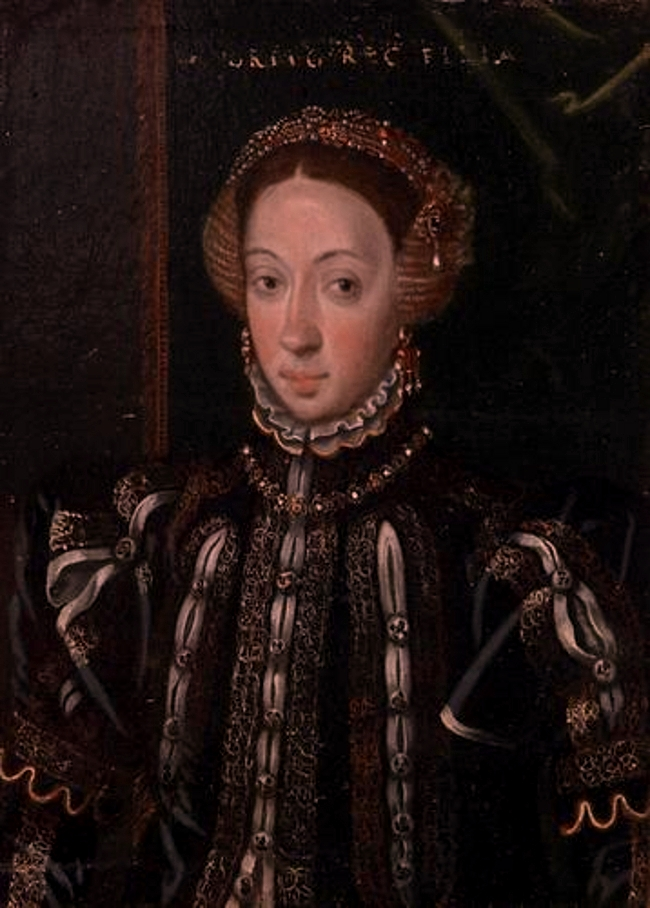
Marie d'Aragon, reine consort de Portugal.
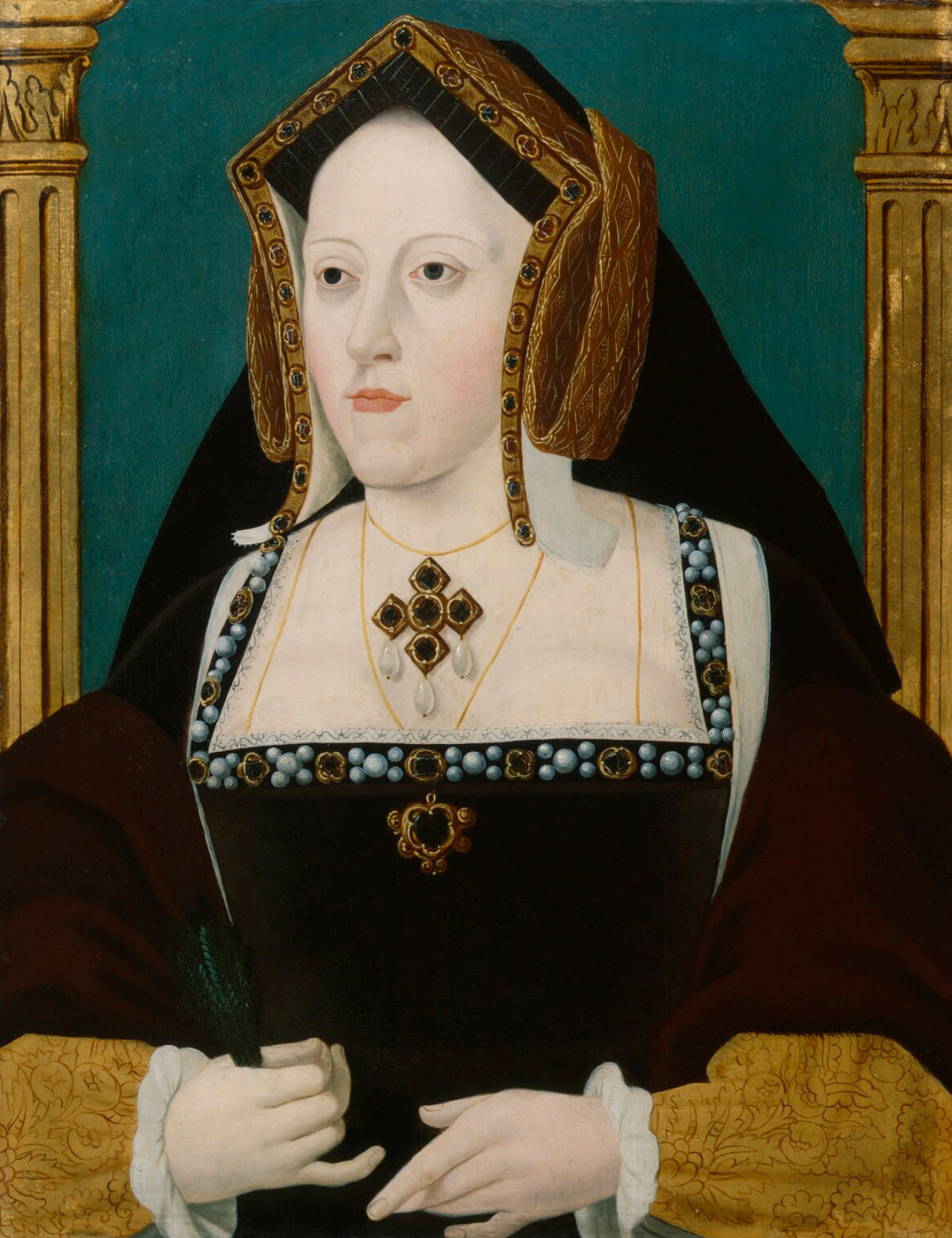
Catherine d'Aragon, reine consort d'Angleterre.

## Postérité

### Procès en béatification

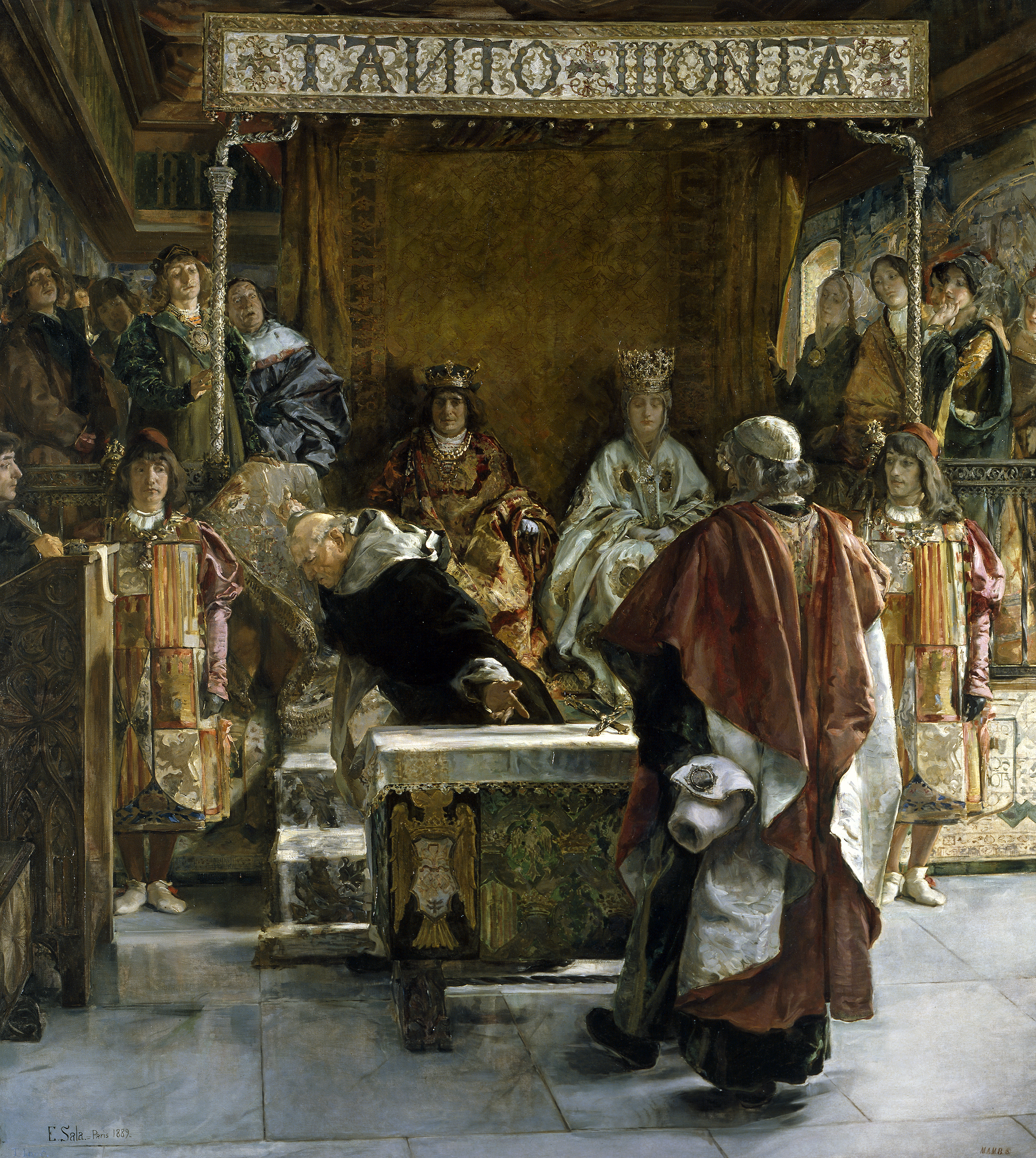
Torquemada en 1492 plaidant pour l'expulsion des Juifs d'Espagne devant Isabelle et Ferdinand.
Toile d'Emilio Sala y Francés (1889).

Isabelle a vécu cinquante-trois ans, dont trente ans en tant que reine de Castille et vingt-six en tant que reine consort d'Aragon aux côtés de Fernand II. Depuis 1974, elle est considérée comme servante de Dieu par l'Église catholique.
La vie pieuse de la reine Isabelle, présentée par l'historiographie comme un modèle de vertu, fait d'elle une possible candidate à la béatification par l'Église catholique romaine. Entamé en 1958 à l'initiative du diocèse de Valladolid, le procès est largement soutenu par le dictateur Francisco Franco et les évêques d'Espagne : en 2002, à l'approche du 500e anniversaire de sa mort, les deux tiers de la Conférence épiscopale approuvent une requête destinée à accélérer le traitement de sa cause. De nombreux hommes d'Église espagnols et latino-américains, et particulièrement les cardinaux Rouco et Cañizares (qui ont célébré le 500e anniversaire) défendent son action en faveur de l'évangélisation de l'Amérique. En 2018, les assemblées des provinces ecclésiastiques de Grenade et de Séville appuient à l'unanimité une reprise du procès. On prête également à cette reine deux miracles : « les guérisons d’une citoyenne des États-Unis atteinte d’un cancer du pancréas et d’un prêtre espagnol victime d’une hémorragie cérébrale ».
Cependant, ses responsabilités dans l'expulsion des Juifs d'Espagne et leur persécution, l'établissement de l'Inquisition, les exactions de l'évangélisation ainsi que l’esclavage des Indiens et son autoritarisme apparaissent comme autant d'éléments à charge, susceptibles de faire obstacle à sa béatification,,.

### Isabelle dans la culture populaire

#### Au cinéma
La reine Isabelle a été interprétée au cinéma :
- en 1949, par Florence Eldridge, dans Christophe Colomb (Christopher Columbus), film britannique de David MacDonald ;
- en 1976 dans La espada negra de Francisco Rovira Beleta ;
- en 1992, par Sigourney Weaver, dans 1492 : Christophe Colomb (1492: Conquest of Paradise), film franco-britannico-espagnol de Ridley Scott ;
- en 1992, par Rachel Ward, dans Christophe Colomb : La Découverte (Christopher Columbus: The Discovery), film anglais, américain et espagnol de John Glen.

#### À la télévision
À la télévision, elle a été interprétée :
- en 2012, par Melike Ipek dans la série turque Muhteşem Yüzyıl, consacrée à la vie de Soliman le Magnifique ;
- de 2012 à 2014, par Michelle Jenner dans la série espagnole Isabel[29], consacrée à la vie de la souveraine[30] ; comportant trois saisons de 39 épisodes, la série s'achève à la mort de la reine[29] ;
- en 2015, de nouveau par Michelle Jenner dans la série espagnole de fiction fantastique historique Le Ministère du temps ;
- en 2017, par Rossy de Palma dans la mini-série américano-britannique The White Princess, consacrée à Élisabeth d'York, mère de Henri VIII ;
- en 2019, par Alicia Borrachero dans la mini-série américano-britannique The Spanish Princess, consacrée à Catherine d'Aragon, fille d'Isabelle et épouse de Henri VIII.

#### Documentaire

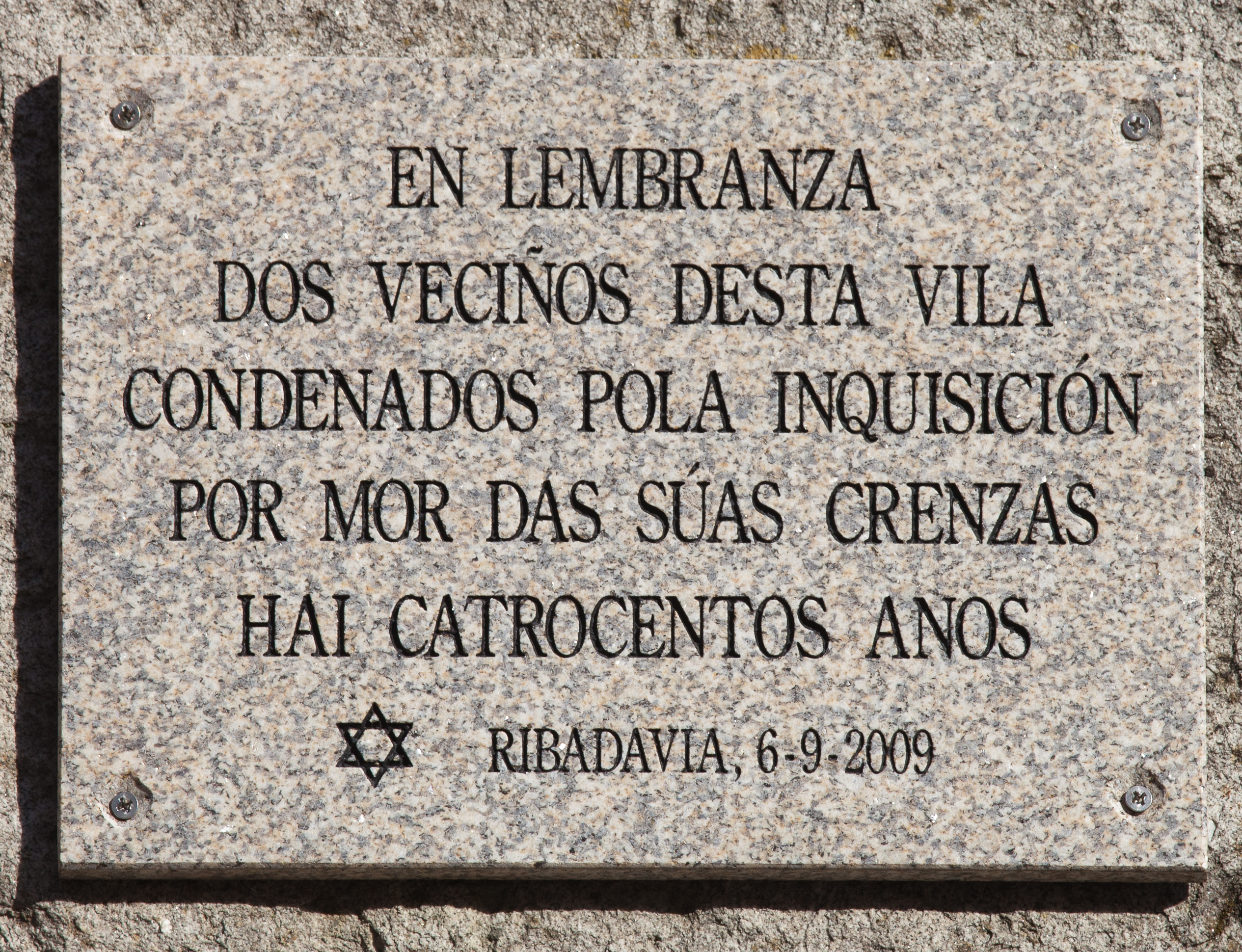
Plaque commémorative de la ville de Ribadavia en hommage à ses citoyens (juifs) condamnés par l'Inquisition espagnole, il y 400 années à cause de leur croyance.

En 2012, un documentaire-fiction, intitulé Isabelle la Catholique, lui est consacré dans le cadre de l'émission Secrets d'Histoire, présentée par Stéphane Bern.
Le documentaire revient sur son appui au voyage de Christophe Colomb, l’achèvement de la Reconquista, le pays qu'elle hisse au niveau d'une grande puissance mais également sur sa légende noire, incarnée par l’expulsion des Juifs d’Espagne, la persécution des crypto-juifs convertis et l'Inquisition espagnole,,.

#### Jeux vidéo
Isabelle est la dirigeante des Espagnols dans les jeux vidéo Civilization IV et les opus suivants ainsi que dans Age of Empires 3.

##### Institutions
- Le lycée Isabel la Católica de Madrid.